# Userkare
Userkare (auch Weserkare) war der zweite König (Pharao) der altägyptischen 6. Dynastie im Alten Reich. Er regierte kurzzeitig um 2300 v. Chr.
Userkare findet man nur in der Königsliste im Sethos I.-Tempel von Abydos und auf dem Königspapyrus Turin. Manetho erwähnt ihn nicht. Er soll nur kurze Zeit regiert haben (zwei Jahre?). Möglicherweise hat er den Thron usurpiert, vielleicht diente er auch als Interimskönig vor Regierungsantritt des unmündigen Pepi I. Es gibt einen Hinweis, dass Königin Chentkaus II. (Chentitkaues) seine Mutter war.
Er ist von drei Rollsiegeln und einem Werkzeug bekannt. Auf dem Werkzeug wird eine Arbeitstruppe des Herrschers genannt, was andeuten mag, dass er ein größeres Bauprojekt in Angriff nahm.

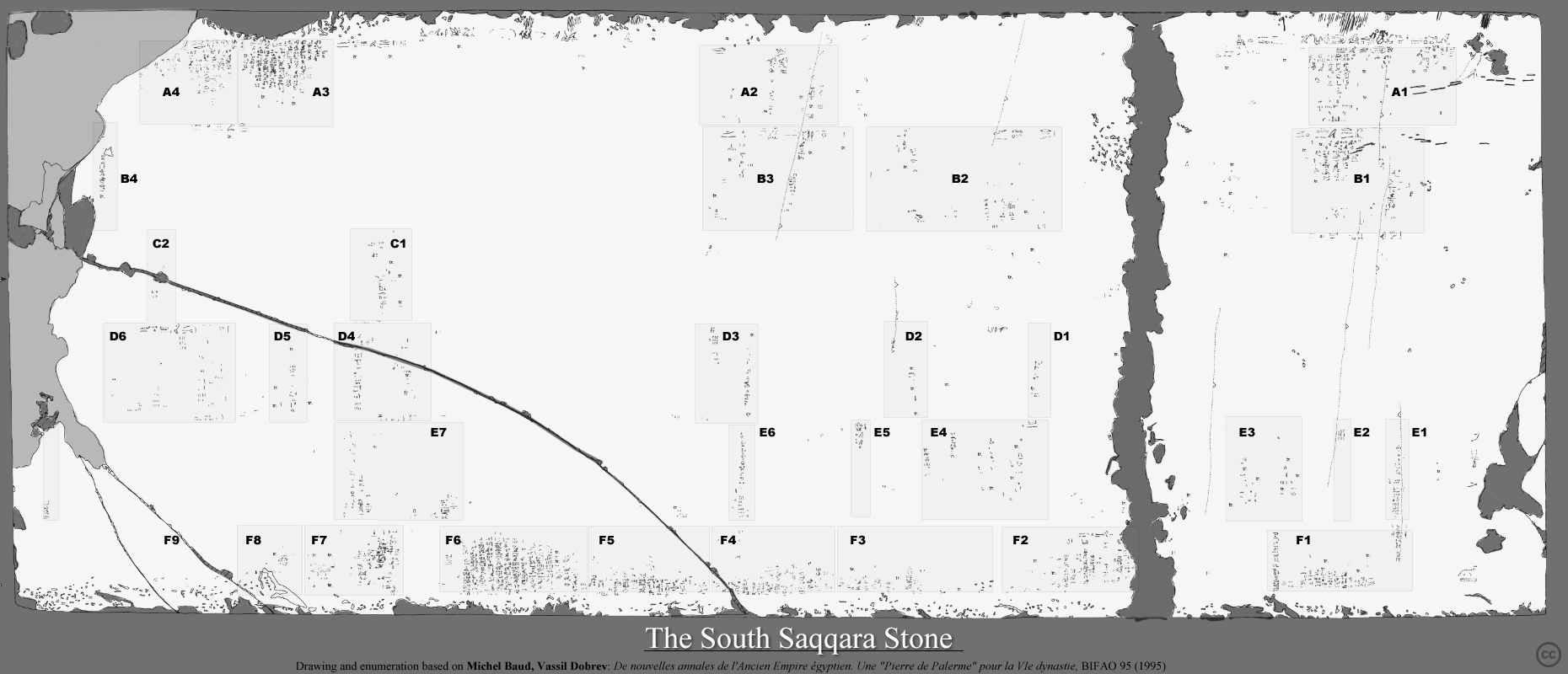
Umzeichnung des als Sarkophagdeckel der Anchenespepi IV. umfunktionierten Annalensteins von Sakkara-Süd mit stark zerstörten Angaben zu den Regierungszeiten der Könige der 6. Dynastie

Gustave Jéquier entdeckte einen weiteren Hinweis auf dem Granitsarkophag der Anchenespepi IV., der in einem Magazinraum der Opferkapelle der Pyramide der Königin Iput II. aufgefunden wurde. Der Basaltdeckel zeigte die Überreste einer Inschrift, die erst kürzlich rekonstruiert werden konnte. Die Tafel ähnelt dem Palermostein mit königlichen Annalen der 6. Dynastie. Danach scheint Userkare tatsächlich vor Pepi I. als Nachfolger des laut Manetho ermordeten Teti II. regiert zu haben. Nach Miroslav Verner wurde er unter Pepi I. Opfer der „damnatio memoriae“.